# Santa Lucia a Piazza d'Armi (titre cardinalice)
Le titre cardinalice de Santa Lucia a Piazza d'Armi (Sainte Lucie de Piazza d'Armi) est érigé par le pape Paul VI le 5 mars 1973 et rattaché à l'église Santa Lucia qui se trouve dans le quartier Della Vittoria au nord de Rome.

## Titulaires
| - Timothy Manning (1973-1989) - Frédéric Etsou Nzabi Bamungwabi, C.I.C.M. (1991-2007) - Théodore-Adrien Sarr (2007-) |